# Ganna Walska

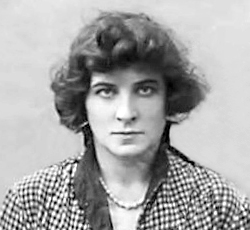
Ganna Walska (1920)

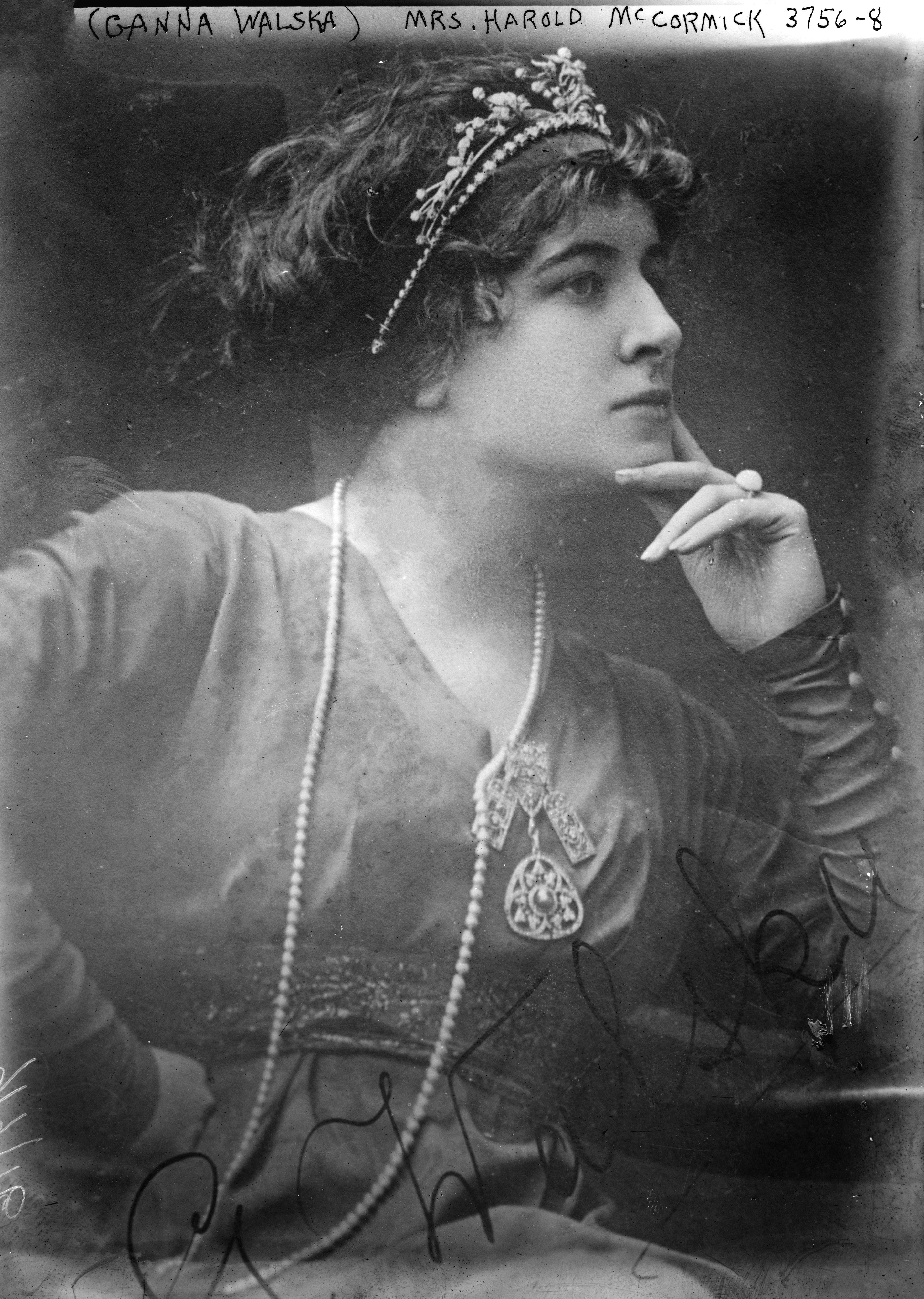
Walska nach ihrer Eheschließung mit Harold F. McCormick (ca. 1922)

Ganna Walska, geboren als Hanna Puacz (* 26. Juni 1887 in Brest-Litowsk; † 2. März 1984 in Montecito), war eine polnisch-US-amerikanische Gesellschaftsdame, Sängerin und Gartenenthusiastin. Sie war sechsmal verheiratet, davon viermal mit wohlhabenden Männern. Ab 1941 schuf sie mithilfe ihres Vermögens in Kalifornien den botanischen Garten Lotusland, dessen Anlage und Pflege sie sich bis zum Ende ihres Lebens verschrieb.

## Biographie

### Frühe Jahre
Ganna Walska wurde als Hanna Puacz in Brest-Litowsk geboren, das damals zum russischen Kaiserreich gehörte. In der Literatur wird sie durchgängig als Polin bezeichnet. Ihre Eltern waren Napoleon Puacz und Karolina Massalska; die Familie zählte zum Großbürgertum. Nach dem Tode ihrer Mutter schickte ihr Vater die Neunjährige zu einem Onkel, einem Maler in St. Petersburg. Er ließ sie standesgemäß erziehen, sie erhielt Gesangsunterricht. Er malte auch ein Bild von ihr, angeblich auf Befehl des Zaren.
Im Alter von 17 Jahren brannte Hanna Puacz mit dem russischen Offizier Baron Arcadie d’Eingorn durch. Wegen dessen schlechter Gesundheit zog das Ehepaar in die Schweiz. Laut „offizieller“ Version wurde die Ehe 1915 annulliert.
Nach einer anderen Version war der Ehemann Alkoholiker und starb an Tuberkulose; sein genaues Schicksal ist unbekannt. Danach lebte Puacz in Paris.

### In den USA
Sehnlichster Wunsch von Hanna Puacz war es, Sängerin zu werden, weshalb sie täglich Gesangsunterricht nahm und sich in vielfältiger Weise mit Musik beschäftigte. In den 1910er-Jahren trat sie in Cabarets und kleinen Theatern in Europa auf. Auf der Flucht vor dem Krieg ging sie 1915 nach New York und versuchte dort ihr Glück als Opernsängerin, nachdem sie den Künstlernamen Ganna Walska angenommen hatte: „Ganna“ als russische Form von Hannah, und „Walska“ bezog sich auf ihre Lieblingsmusik, den Walzer. Wegen einer Stimmbandentzündung suchte sie in New York den 20 Jahre älteren Neurologen Joseph Fraenkel auf, der nach zehn Tagen Bekanntschaft um ihre Hand anhielt, angeblich, weil sie ihn an Alma Werfel erinnerte, die er ebenfalls hatte heiraten wollen.
1918 gab Walska ihr Debüt in den USA in einer Aufführung gemeinsam mit Enrico Caruso bei den Biltmore Morning Musicals. Zu dieser Zeit lernte sie Harold McCormick kennen, den millionenschweren Sohn eines Chicagoer Unternehmers, der die Chicago Opera Company als Mäzen unterstützte und später ihr vierter Ehemann werden sollte. 1920 starb der Ehemann Joseph Fraenkel, und „Ganna Walska gehörte nun der amerikanischen High Society an, ihre Ehen und Scheidungen, ihre wertvollen Juwelen, ihre zum Teil skandalumwitterten Auftritte machten Schlagzeilen“.

### In Frankreich
Nach dem Tod ihres Mannes reiste Ganna Walska mit Freunden nach Paris. Auf der Schiffsreise traf sie McCormick wieder, der sie Alexander Smith Cochran vorstellte, dem Erben einer Teppichfabrik und vermeintlich „reichster Junggeselle der Welt“. Es heißt, dass ihre eigentliche Zuneigung McCormick galt, der allerdings zu dieser Zeit noch mit der Erbin Edith Rockefeller verheiratet war. Am Ende der Reise machte ihr Smith Cochran einen Heiratsantrag, und das Paar heiratete im September 1920 in Paris. Als Hochzeitsgeschenk gab er seiner Frau „Carte Blanche“. Kurz nach der Hochzeit kehrte das Ehepaar in die Staaten zurück, weil Walska ihre Karriere als Opernsängerin weiter verfolgen wollte. Die Beziehung zwischen den Eheleuten verschlechterte sich alsbald, da der Ehemann eifersüchtig und besitzergreifend gewesen sein soll. Andererseits beschenkte er seine Frau mit kostbaren Juwelen, darunter ein Ring mit einem herzförmigen 21-Karat-Diamanten, der später als das Walska Herz bekannt wurde. 1922 wurde das Ehepaar geschieden, und innerhalb von 14 Tagen ging Walska eine neue Ehe mit Harold McCormick ein, der sich gerade von Edith Rockefeller hatte scheiden lassen.

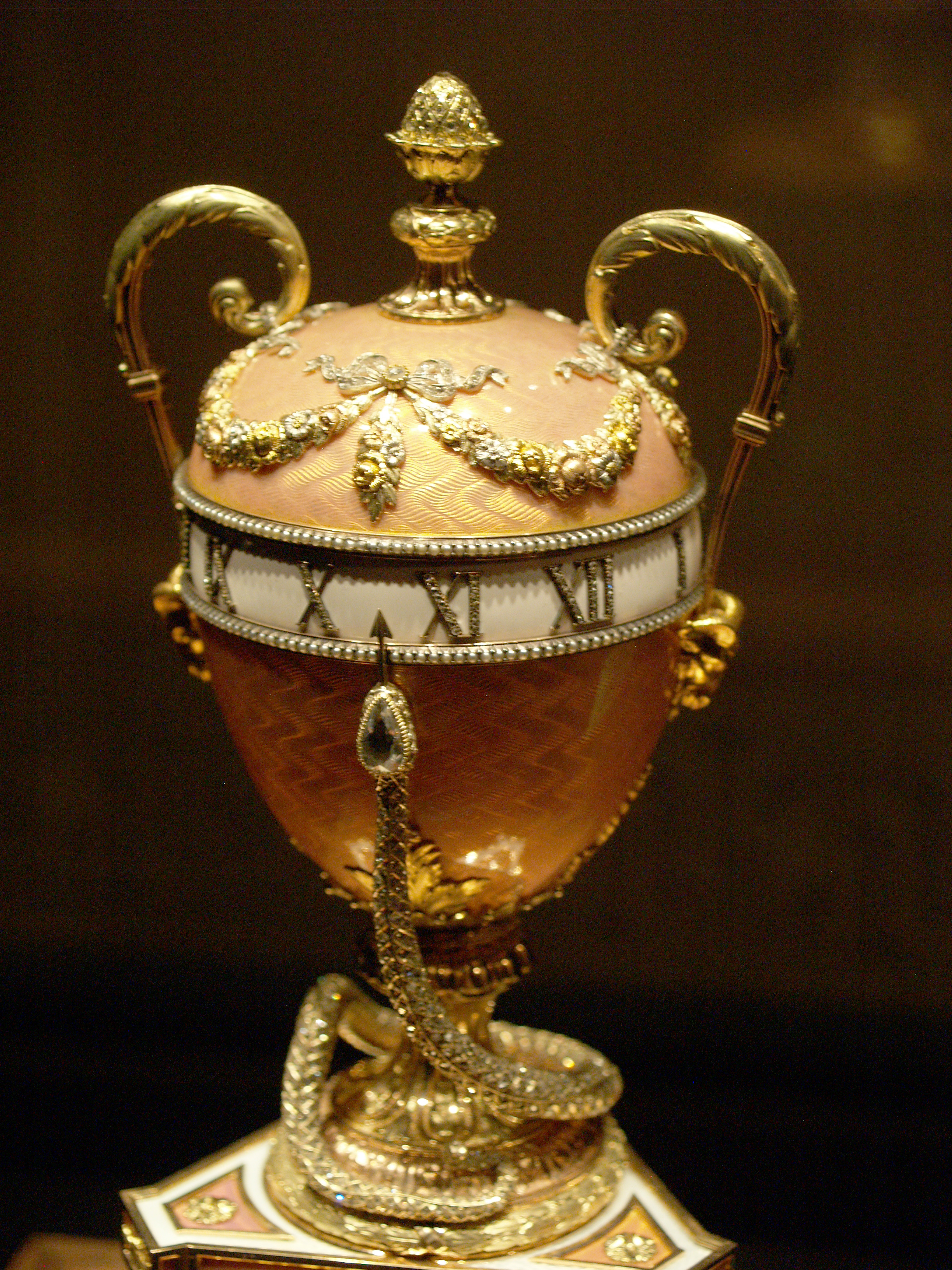
Das Fabergé-Ei von Consuelo Vanderbilt

McCormick investierte Energie und Geld in die Opernkarriere seiner Frau, und auch er beschenkte sie mit Juwelen. Für ihre Auftritte ließ sich Ganna Walska prächtige Kostüme von bekannten Designern wie Erté und den Schwestern Callot entwerfen, die sie auch für gesellschaftliche Auftritte nutzte: So besuchte sie etwa 1924 als „Königin Barbara von Polen“ einen Opernball in Paris und trug dabei ein Kleid mit einer ausufernden Schleppe, die von zwei Pagen getragen wurde. Ein Teil ihrer Garderobe befindet sich heute im Los Angeles County Museum of Art. 1926 erwarb Walska bei einer Wohltätigkeits-Auktion ein Fabergé-Ei, das von Consuelo Vanderbilt gestiftete Marlborough-Ei. Später erstand Malcolm Forbes dieses Kunstwerk als erstes Fabergé-Ei für seine Sammlung.
Gegen den Wunsch ihres Mannes reiste Walska weiterhin durch Europa und die USA, um als Sängerin anerkannt zu werden. 1922 erwarb sie das Théâtre des Champs-Élysées in Paris, wo sie Opern aufführte. In einem Interview mit der Chicago Tribune gab sie an, dass sie das Theater mit ihrem eigenen Geld gekauft habe und nicht dem ihres Ehemannes: „I will never appear in my own theatre until I have gained recognition based solely on my merits as an artist.“ („Ich werde erst dann in meinem eigenen Theater auftreten, wenn ich Anerkennung gefunden habe, die allein auf meinen Verdiensten als Künstlerin beruht.“) 1929 zog sie ganz nach Paris und kaufte das Château de Galluis zwischen Paris und Chartres, wo sie extravagante Gesellschaften ausrichtete, zu denen Stars wie Adolphe Menjou und seine Frau Kathryn Carver kamen. Auch lancierte sie eine eigene Parfümserie. 1932 ließ sich McCormick scheiden, da seine Frau sich weigerte, mit ihm zusammen in den USA zu leben.
Die aufwändige Unterstützung ihrer letztlich glücklosen Opernkarriere durch ihren Mann Harold Fowler McCormick soll im Drehbuch für den Film Citizen Kane (1941) verarbeitet worden sein. Andere Interpretation weisen hingegen auf Randolph Hearst und dessen Geliebte Marion Davies hin.
Mitte der 1930er-Jahre akzeptierte Ganna Walska, dass sie niemals eine berühmte Operndiva werden würde, da sie durchweg schlechte Kritiken erhielt. Sie verbrachte die meiste Zeit auf ihrem Schloss in Frankreich und wandte sich der Esoterik zu. 1938 heiratete sie den exzentrischen britischen Erfinder und Opernliebhaber Harry Grindell Matthews, der versuchte, einen Todesstrahl zu entwickeln, der im Krieg eingesetzt werden konnte und auch Flugzeuge außer Gefecht setzen sollte.

### Zurück in den USA und Aufbau von „Lotusland“
1939 reiste Walska auf der Aquitania mit der letzten Passage vor Ausbruch des Zweiten Weltkriegs in die Staaten zurück. Die Ehe mit Grindell Matthews wurde 1941 geschieden, er verstarb in Paris. Walska hatte inzwischen den 20 Jahre jüngeren geschiedenen Yogalehrer Theos Casimir Bernard kennengelernt, der sich den Beinamen The White Lama gab. Für ihn erwarb sie in Montecito bei Santa Barbara in Kalifornien eine Ranch und die Gartenanlage Cuesta Linda, legte sie zusammen und taufte sie in Tibetland um, da sie als Heimstatt für tibetanische Mönche dienen sollte. Sie bemühte sich ferner um Visa für tibetanische Mönche und hatte Bernard in ihrem Testament als Haupterben eingesetzt. Sie unterstützte ihn auch bei seinem erneuten Versuch, an der Columbia-Universität zu promovieren. Am 27. Juli 1942 ging Ganna Walska mit Bernard ihre sechste Ehe ein, immerhin mit einem Ehevertrag, der ihr das Eigentum an Tibetland sicherte. Das Paar zog nach New York, während sich Bernards Vater um Tibetland kümmerte. Bernard promovierte 1943 in Columbia in Religionsgeschichte, und Walska finanzierte den Druck seiner Dissertation. Bernard hatte mehrere Geliebte, unter anderem seine Ex-Frau und die reiche Erbin Helen Park. Er erwartete, dass seine Frau für seine und seines Vaters Unkosten aufkam, Walska hatte jedoch Schwierigkeiten mit neuen Steuergesetzen und lehnte dies ab. Die Ehe mit Bernard endete so in Streit – hauptsächlich um Geld. Als Ganna Walska von einer Reise nach Hause kam, hatten ihr Mann und ihr Schwiegervater ihr Haus leergeräumt. Bernard und sein Vater versuchten außerdem, sich Tibetland selbst anzueignen. Ihr Mann reichte die Scheidung ein und verlangte Alimente von Walska. Der Fall fand große Aufmerksamkeit in der Presse, die auch Walskas bisherige Ehen breittrat. Walska wies ihr Personal an, den Namen von Bernard nicht mehr zu erwähnen, und als dieser 1947 am Rohtang-Pass in Himachal Pradesh bei religiösen Auseinandersetzungen umkam, gab es Gerüchte, sie habe die Mörder gedungen.
1943 publizierte Ganna Walska ihre Autobiographie Always Room At the Top (sinngemäß: Nach oben ist immer noch Luft). Darin schildert sie ihre täglichen Gesangsübungen, die sie bis zu ihrem Tod beibehielt, als Weg zur inneren Erfüllung. In dem Buch beschäftigte sie sich mit Astrologie, Hypnose, Numerologie, Telepathie und Yoga sowie mit der Rolle und den Rechten der Frau. Sie war demnach Mitglied der National Woman’s Party und kämpfte für das Recht der Ehefrau, einen anderen Wohnsitz zu haben als der Ehemann, was sie ja selbst jahrelang praktiziert hatte. Sie war gut befreundet mit der deutschen Sängerin Lotte Lehmann und unterstützte deren Music Academy of the West in Santa Barbara.
Nach der Scheidung von Bernard widmete sich Ganna Walska der Gestaltung ihres elf Hektar großen Gartens in Montecito, den sie 1946 in Lotusland umbenannte. Der Garten enthielt bereits zahlreiche Palmen, die der Engländer Kinton Stevens gepflanzt hatte. Sie hatte weder eine Ausbildung als Gärtnerin noch botanisches Wissen, sondern erschuf den Garten in Zusammenarbeit mit Fachleuten wie Lockwood de Forest Jr., nicht ohne selbst Hand anzulegen. Um Pflanzen für ihren Garten erstehen zu können, verkaufte sie Teile ihres Schmucks. Insgesamt sind in Lotusland 3200 verschiedene Pflanzenarten zu sehen, mit einem Schwerpunkt auf nicht-blühenden Pflanzen. Reese stellt fest: „In Lotusland übertrug sie Aspekte dessen, was Oper ausmacht – Inszenierung, Dramatik, Schönheit – in die Gartenkunst.“.
Nach Ganna Walskas Tod wurde der Garten von ihrer Nichte Hania betreut, die in ihrer Obhut aufgewachsen war, und für die bestimmte Teile des Gartens angelegt worden waren.

## Lotusland – Galerie

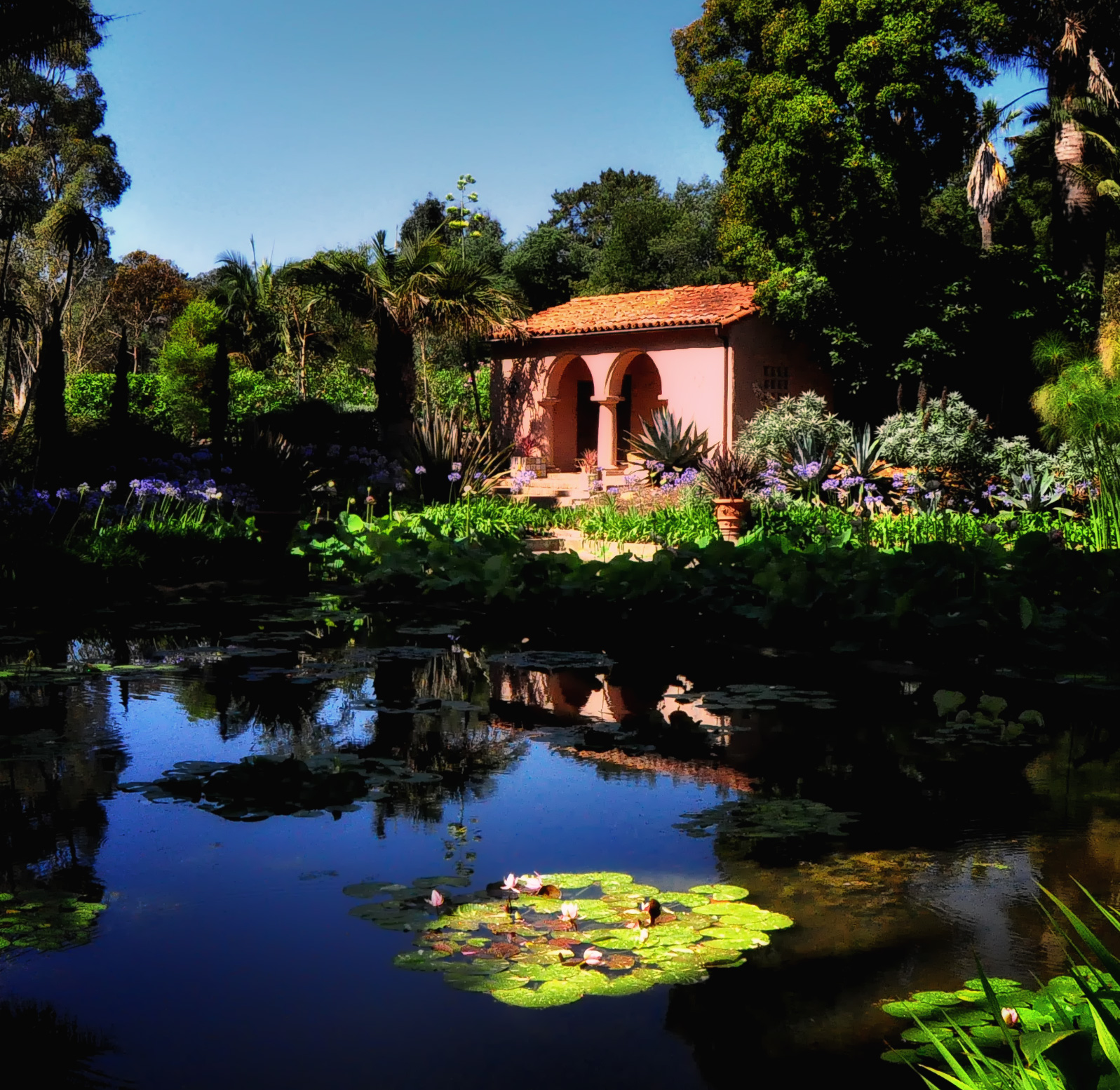
Badehaus aus den 1920er-Jahren
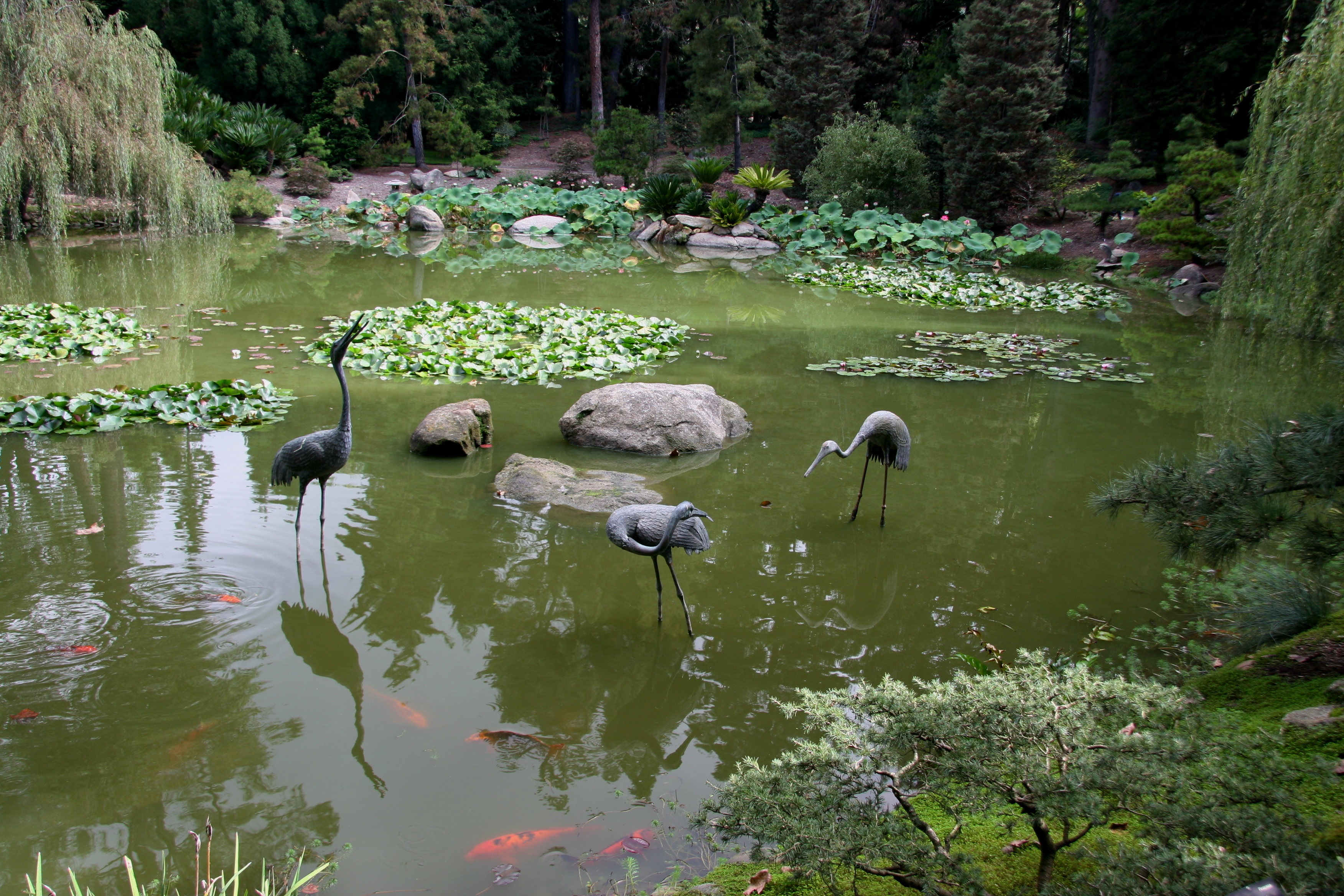
Japanischer Garten
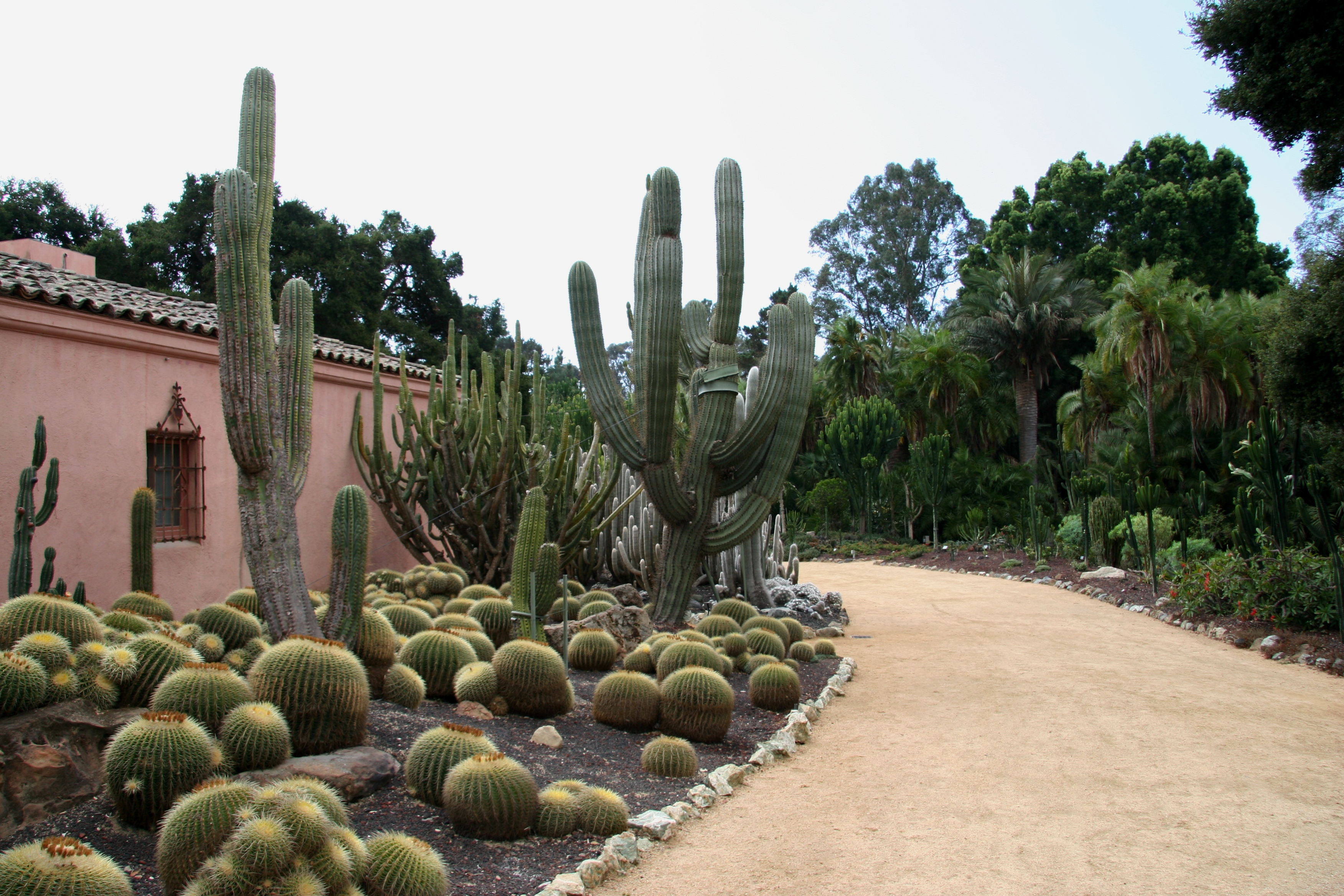
Kakteen und Wolfsmilch-Garten
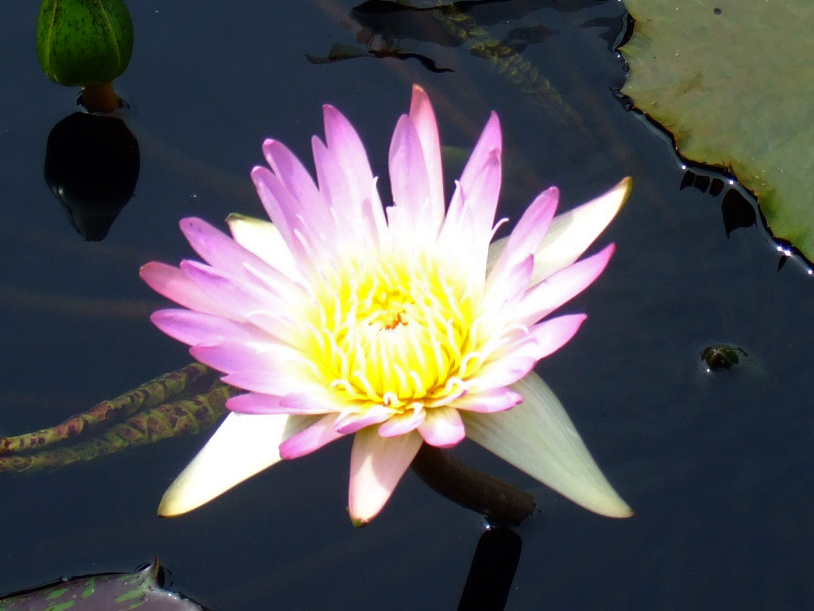
Wasserlilie Madame Ganna Walska
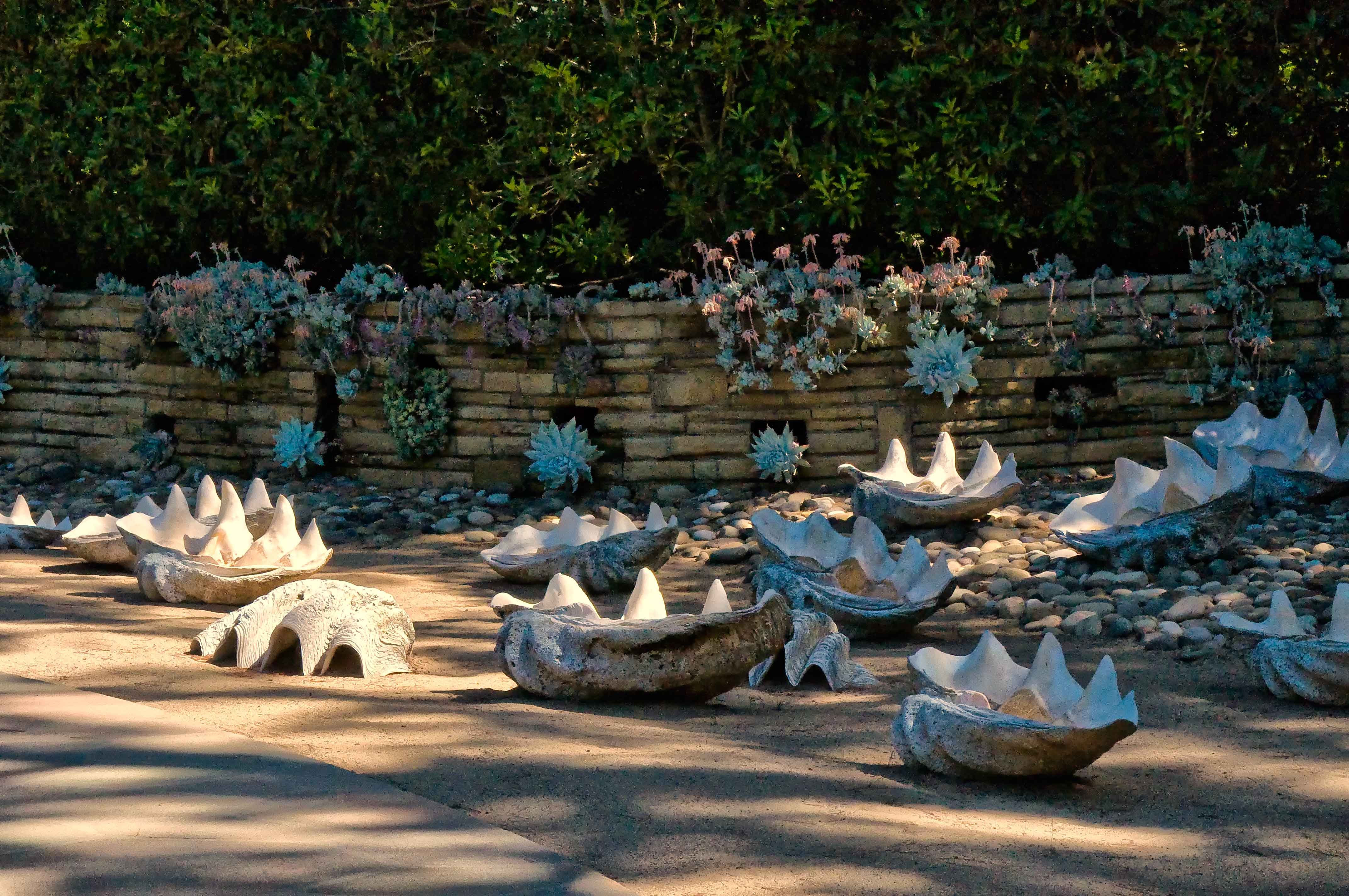
Schalen von Riesenmuscheln.

## Eheschließungen
Ganna Walska war sechsmal verheiratet:
- 1904: Baron Arcadie d’Eingorn, russischer Offizier. D’Eingorn starb vermutlich 1915 an Schwindsucht.
- 1916: Joseph Fraenkel, Neurologe aus New York. Er starb 1920.
- 1920: Alexander Smith Cochran, US-amerikanischer Millionär und Sportler. Die Ehe wurde 1922 geschieden. Er starb 1929.[26]
- 1922: Harold Fowler McCormick, US-amerikanischer Unternehmer. Die Scheidung erfolgte 1931; McCormick starb 1941.
- 1938: Harry Grindell Matthews, britischer Erfinder des death ray. Er starb 1941.
- 1942: Theos Bernard, Autor und Yogalehrer. Scheidung 1946, Bernard wurde im Jahr darauf im Punjab ermordet.

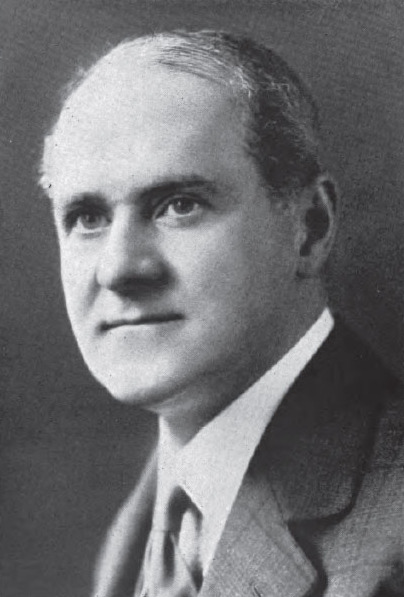
Vierter Ehemann: Harold Fowler McCormick (1922)
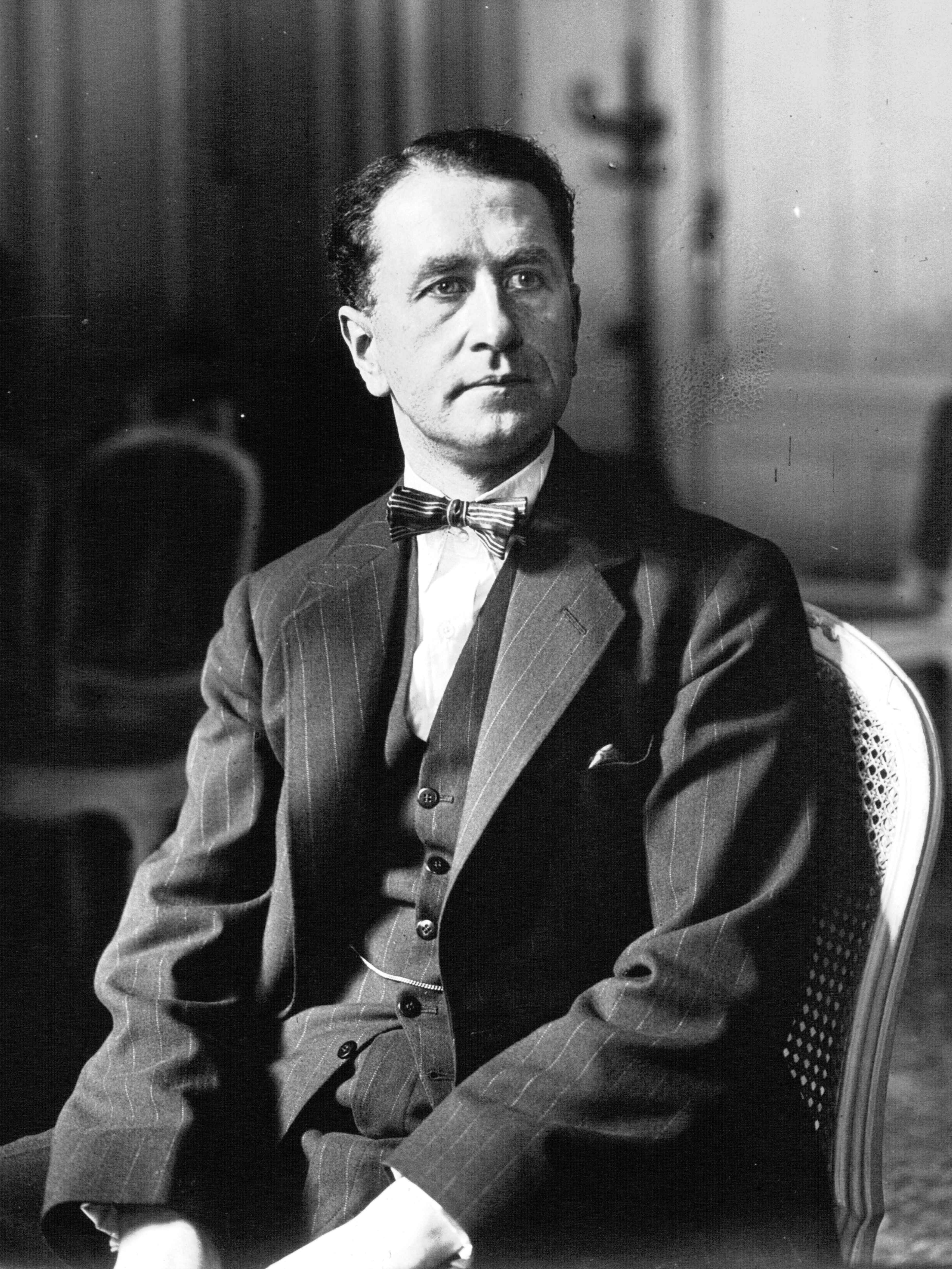
Fünfter Ehemann: Harry Grindell Matthews (1924)

## Ehrungen
- Goldenes Verdienstkreuz der Republik Polen (1931)[27]